# 大小路停留場
大小路停留場（おおしょうじていりゅうじょう）は、大阪府堺市堺区にある阪堺電気軌道阪堺線の停留場。駅番号はHN22。
西は南海本線堺駅に、東は南海高野線堺東駅に至る、大小路との交差点付近に位置する。

## 歴史
- 1911年（明治44年）12月1日：阪堺電気軌道の駅として開業。
- 1915年（大正4年）6月21日：南海鉄道との合併により、同鉄道の駅となる。
- 1944年（昭和19年）6月1日：会社合併により近畿日本鉄道の駅となる。
- 1947年（昭和22年）6月1日：路線譲渡により南海電気鉄道の駅となる。
- 1980年（昭和55年）12月1日：路線譲渡により阪堺電気軌道の駅となる[1]。
- 2018年（平成30年）9月4日：平成30年台風第21号の影響によりプラットホーム上屋が倒壊。

## 停留場構造
大道筋中央部に立地する併用軌道上の地上駅で、単式ホームが大小路（堺警察署前）交差点を挟んで互い違いに配置されている。浜寺駅前方面のりばが熊野町東1丁に、恵美須町方面のりばが市之町東1丁に位置する。

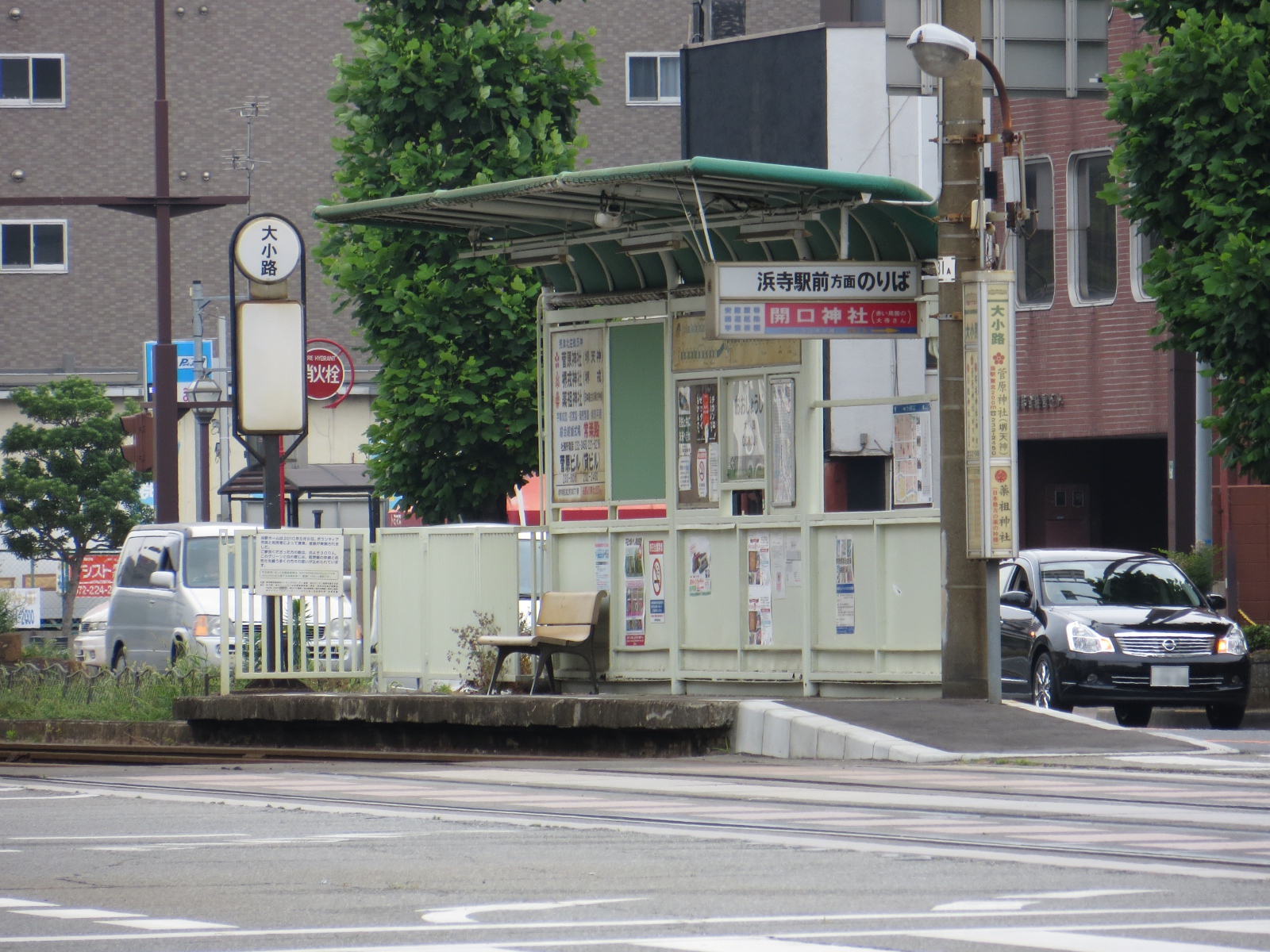
のりば（浜寺駅前方面）
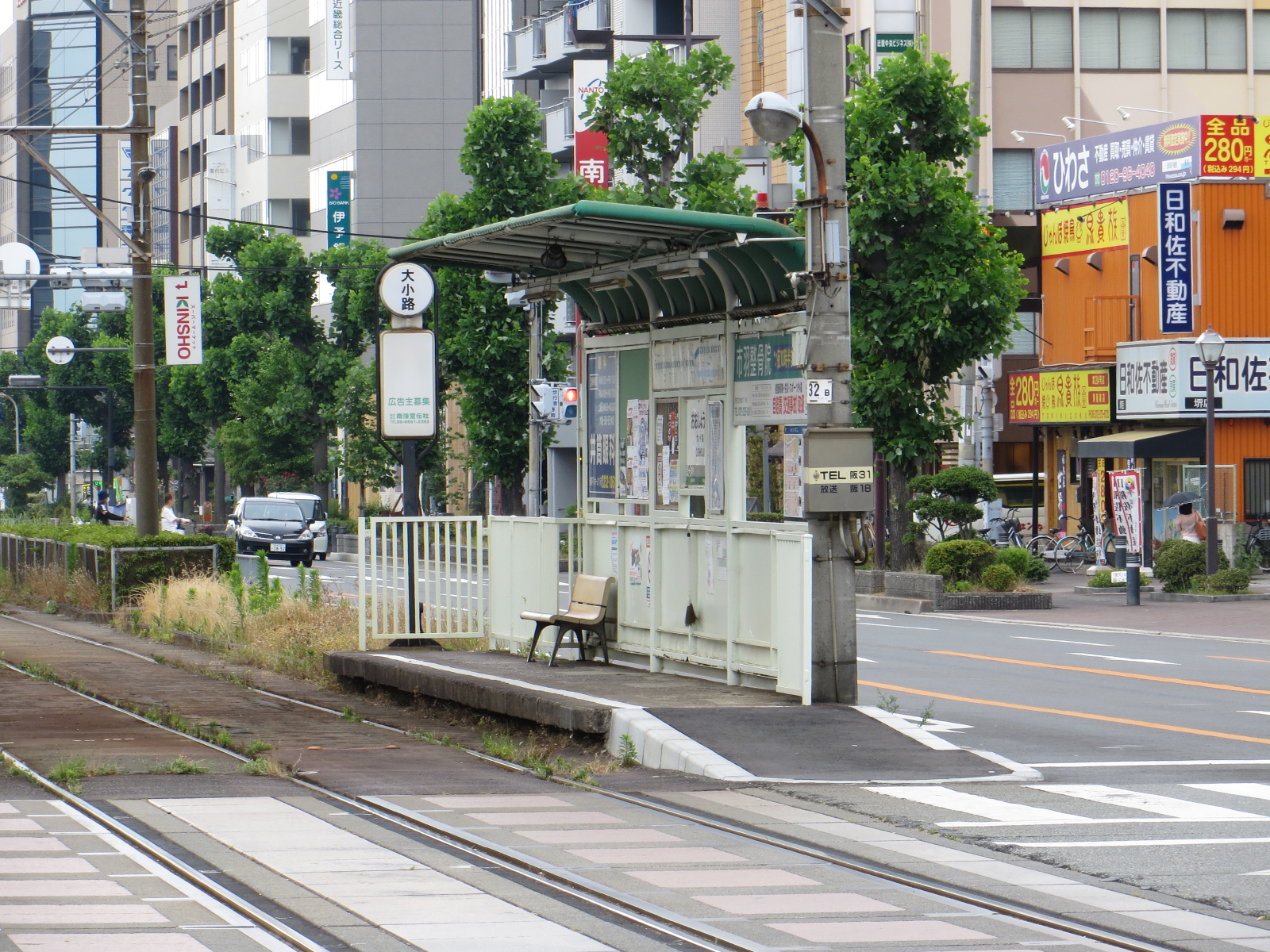
のりば（恵美須町方面）

## 停留場周辺
- 開口神社
- 菅原神社
  - 薬祖神社
- 堺山之口商店街
- KINSHO大小路店
- 紀陽銀行堺支店（平成7年・第2回堺市景観賞最優秀賞受賞。安藤忠雄による設計）
- 関西みらい銀行堺支店（旧関西アーバン銀行堺支店）
- 大阪府堺警察署
- 堺市消防局堺消防署
- 堺市立市小学校
- 堺市立熊野小学校
- 南海電気鉄道南海本線 堺駅

## バス
南海バス（大小路停留所）
＜交差点東側・東行＞
- 0（堺シャトルバス）・16・61　堺東駅前行き

＜交差点東側・西行＞
- 0（堺シャトルバス）　堺駅前行き

＜交差点北側・北行＞
- 16（北循環線） 綾の町電停前、松屋、Jグリーン堺南口、堺浜シーサイドステージ、八幡町経由　堺駅西口行
- 16C（北循環線） 綾の町電停前、松屋、Jグリーン堺南口、堺浜シーサイドステージ、八幡町止め（平日朝のみ）
- 61 綾の町電停前、松屋、イオンモール堺鉄砲町経由　地下鉄住之江公園駅前行

## 隣の停留場
阪堺電気軌道
■阪堺線
花田口停留場 (HN21) - 大小路停留場 (HN22) - 宿院停留場 (HN23)
- （）内は駅番号を示す。